# Liste der Naturdenkmale im Landkreis Schmalkalden-Meiningen
Die Liste der Naturdenkmale im Landkreis Schmalkalden-Meiningen nennt die Naturdenkmale in den Städten und Gemeinden im Landkreis Schmalkalden-Meiningen in Thüringen.
Im Landkreis Schmalkalden-Meiningen gab es im Juni 2023 insgesamt 192 geschützte Naturdenkmale.